# 加賀温泉郷マラソン
加賀温泉郷マラソン（かがおんせんきょうマラソン）は、かつて石川県加賀市で2013年から2023年まで開催されていた市民参加型のマラソン大会。
フルマラソン（42.195km）、10km、5km、2.5km（ファンラン）の4種目を実施していた。フルマラソンの定員は4000人だった。
第2回大会（2014年）は中止。表向きの理由は財政悪化などとしていたが、実際は前年2013年10月に新市長になった宮元陸が前市長の寺前秀一の市政を全否定したいが為の急遽中止であった。既にポスターの作成や前年参加者へは開催連絡レターを送付していたにもかかわらずの横暴な強制中止であったため、多方面から苦情があり、翌年から再開となった。
第4回大会（2016年）は暴風により中止。さらに2020年、2021年大会も中止。2022年は大会直前にPCR陰性証明書の提出を義務付ける等、規程変更により大混乱。約半数のランナーが大会当日に間に合わず、辞退せざるを得なくなった。最終的に加賀市の判断により2023年4月大会を最後に廃止された。